# Fan Pix
Fan Pix är ett musikalbum av The Boppers som släpptes 1980.

## Låtlista
1. "You" - 2:57
2. "True Love" - 2:41
3. "Rama Lama Ding Dong" - 2:32
4. "TV-hop" - 2:17
5. "My Love for You" - 2:04
6. "C'mon and Dance" - 2:29
7. "Gotta Get You Near Me Blues" - 2:09
8. "Why" - 3:08
9. "Do You Love Me" - 3:20
10. "Oh, Baby" - 2:31
11. "I Fought the Law" - 3:16
12. "Sixteen Candles" - 2:54
13. "Listen to the Music" - 3:08
14. "The Shape I'm In" - 2:16
15. "Do That Boppin' Jive" - 2:49